# Joc de tella
La tella és un joc que es jugava amb una tella (teula) o una pedra plana circular.
Era un joc de competició individual. En un document del segle xv, mentre es prohibeix jugar a daus i a qualsevol altre joc on es juguin diners, es permetia de jugar «a taules e a escachs e a balesta e a teylla e a traer de dart e a bylles [bitlles]».
A Mallorca es jugava amb diners situats darrere o a sota d'una pedra anomenada rèbol. Els jugadors, d'una certa distància estant, proven de separar la pedra dels diners llançant la tella. Guanya aquell que aconsegueix que la tella resti més prop dels diners que del rèbol. Antigament era practicat a moltes viles de l'illa però actualment tan sols es juga a Montuïri el dia del pancaritat que se celebra al puig de Sant Miquel. En aquest vilatge s'hi jugava amb la intenció de tocar o aproximar-se al rèbol per a endur-se'n el premi. De 1995 ençà s'organitza un campionat anual de joc de tella en què guanya qui toca més cops el rèbol en deu tirades.